# (16260) Sputnik
(16260) Sputnik (2000 JO15) – planetoida z pasa głównego asteroid okrążająca Słońce w ciągu 3,72 lat w średniej odległości 2,4 j.a. Odkryta 9 maja 2000 roku.